# El Pensamiento Navarro
El Pensamiento Navarro va ser un diari navarrès imprès des de 1897 a 1981, encara que amb interrupcions durant alguns períodes, sent el degà de la premsa navarresa en el moment de la seva desaparició.

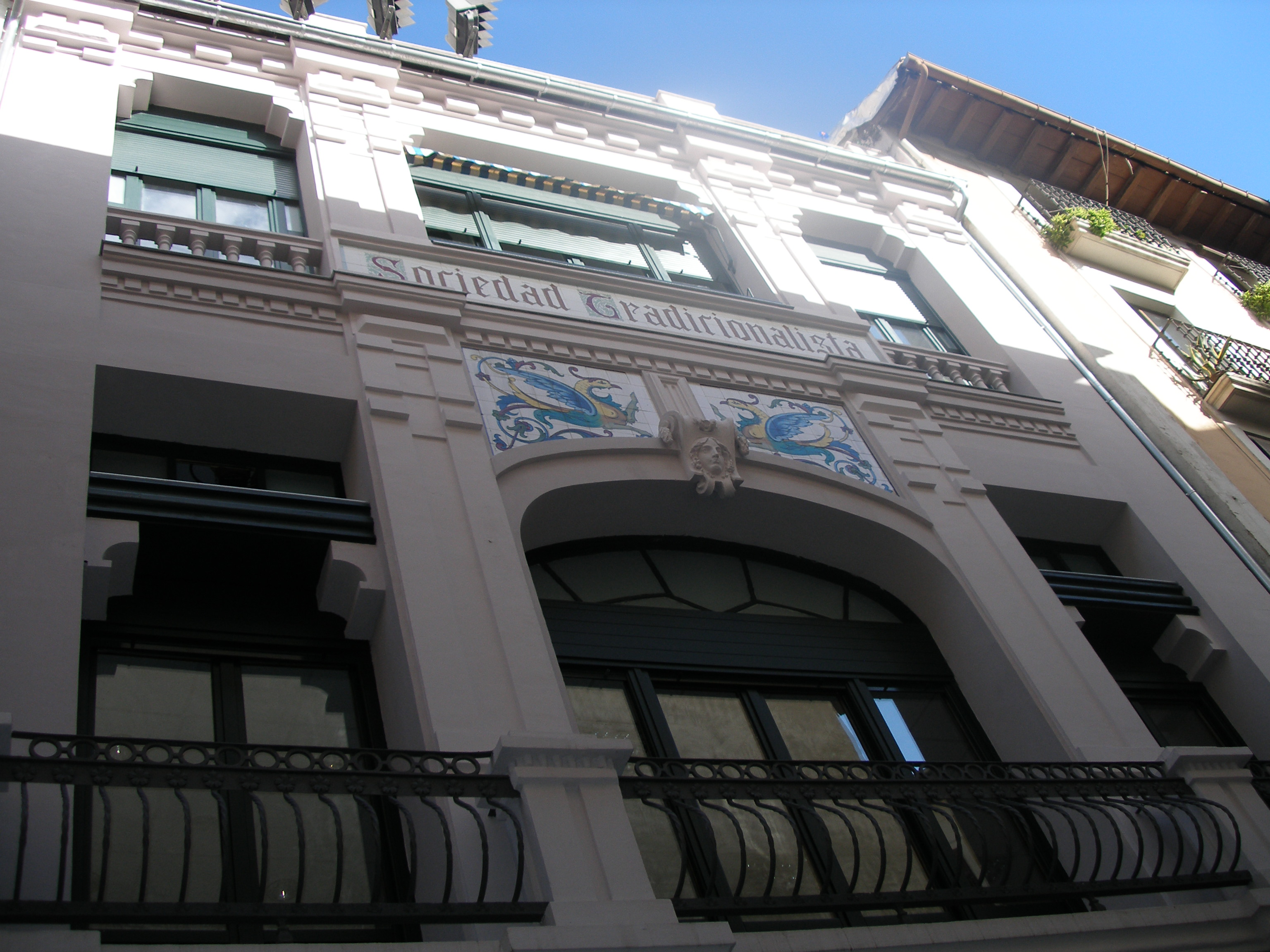
Seu primitiva de El Pensamiento Navarro al carrer Jarauta de Pamplona.

Des de la seva fundació fins a la Guerra civil espanyola, va ser l'òrgan oficial de la Junta Regional Carlista de Navarra. Posteriorment va mantenir un càrrec de portaveu oficiós, atès que els partits polítics estaven prohibits pel franquisme, fins a la seva ruptura en 1970 amb la Junta Regional. Després de l'escissió dins del moviment carlista, el diari es va alinear amb la fracció tradicionalista, fortament enfrontada al Partit Carlista, d'ideologia esquerrana i abertzale

## Història

### Etapa d'Eustaquio Echave-Sustaeta (1897-1917)
El periòdic va sorgir com a successor de La Lealtad Navarra i va iniciar la seva impressió el 17 d'octubre de 1897, en Pamplona, en la impremta de la vídua de Idoate, dirigit per Eustaquio Echave-Sustaeta, a quatre pàgines de 55 per 38, a cinc columnes.

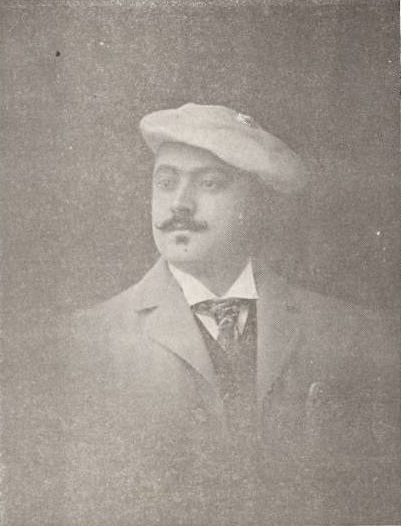
Eustaquio de Echave-Sustaeta (1872-1952), primer director d' El Pensamiento Navarro.

En el seu primer número, es presentava combatiu, afirmant sostenir els principis de la doctrina carlista;
| « | Defensors del sacrosant lema de Déu, Furs, Pàtria i Rei; no solament sostindrem amb tenacitat les doctrines que en aquestes paraules es tanquen, sinó que combatrem a tot allò que no sigui perfectament ortodox en matèria religiosa, monàrquic-tradicional, en política i foral, en tot règim de govern. | » |

Entre el 3 de novembre de 1900 i el 13 de març de 1901, va estar interrompuda la seva emissió per una temptativa carlista a Catalunya. Durant aquest període el va substituir El Noticiero Navarro. Fins a 1911, sota el seu títol es definia com a «Diario carlista». A partir d'aquest any va passar a subtitular-se «Diario tradicionalista», a més de fer canvis tipogràfics, augmentant la seva grandària a 65 x 44, a sis columnes, i adquirir una impremta pròpia amb màquines de compondre Typograf. Alguns dels seus redactors en aquesta primera època van ser Jesús Echarte, Casildo Aróstegui, Tomás Barrena i Jesús Etayo.
El Pensamiento Navarro va realitzar també una sèrie d'articles sobre el carlisme i els furs signats per Altobiscar (Eustaquio Echave-Sustaeta). Una de les característiques del diari des dels seus primers moments va ser la reivindicació de la plena reintegració foral enfront de les tesis cuarentaiunistes que sostenien els periòdics liberals, especialment Diario de Navarra, amb el qual històricament va mantenir una relació conflictiva.
El diari es va oposar al nacionalisme basc, al qual acusava de antipatriota i separatista, si bé des de les pàgines de El Pensamiento Navarro també es defensava el basc i la identitat éuskara de Navarra. Per exemple, el 4 de setembre de 1901 afirmava: «Del centre venen les idees i propagandes que soscaven la nostra religió i finalment volen arrabassar-nos el que després d'ella més ha d'estimar l'home: la llengua de la seva raça».
Durant la dècada de 1910 va ser objecte dels atacs del periòdic Napartarra, òrgan de premsa del naixent nacionalisme basc a Navarra, que negava que el carlisme representés la reivindicació dels furs com existien abans de 1839 i dedicava freqüents insults als carlistes. Els enfrontaments entre carlistes i separatistes napartarras serien aferrissats i freqüents, arribant a vegades a la violència física.

### Etapa de Jesús Etayo i Miguel Esparza (1917-1930)
Echave-Sustaeta va abandonar la direcció del periòdic en 1917. Va ser substituït com a director del periòdic per Jesús Etayo Zalduendo. Amb motiu del cisma mellista que va fracturar al partit jaimista en 1919, la línia editorial d' El Pensamiento Navarro va ser fonamental per a aconseguir que el carlisme navarrès donés suport massivament a Don Jaume. Aquest cisma va guardar estreta relació en l'àmbit navarrès amb el debat obert en 1918 pels nacionalistes bascos sobre la reclamació d'una autonomia basca que inclogués a Navarra. De fet per motiu d'aquesta qüestió els atacs mutus entre mellistes, que van assumir el cuarentaiunisme, des del periòdic alfonsino Diari de Navarra, i els jaumistes, que estaven integrats en el «Comitè Pro-Autonomia», des de El Pensamiento Navarro, van ser constants.
En aquesta època, El Pensamiento Navarro va defensar els sindicats d'orientació social-catòlica, reclamant que es garantís el dret de vaga, un salari mínim i la jornada de vuit hores.
Per les seves denúncies del caràcter despòtic i centralista de la Dictadura de Primo de Rivera, el diari va ser suspès des del 31 de gener fins al 25 de març de 1925 i, de nou, del 5 al 21 de setembre de 1926. En 1928 el seu director, Miguel Esparza Aguinaga, va ser empresonat per publicar un article en el qual assenyalava que àdhuc en cas d'extinció de la dinastia carlista, el partit carlista mai reconeixeria com a rei Alfons XIII.
En 1930, Miguel Esparza abandonaria la direcció d' El Pensamiento Navarro per incorporar-se a La Voz de Navarra, la qual cosa derivaria en una contesa editorial entre tots dos periòdics, que acabaria en l'expulsió del jaimismo d'Esparza i els seus partidaris, decretada per la Junta Regional, sota l'acusació d'indisciplina i de mantenir «una actitud incompatible amb la conducta que tot tradicionalista havia d'observar».

### Etapa de Francisco Marquínez i Francisco López Sanz (1930-1966)

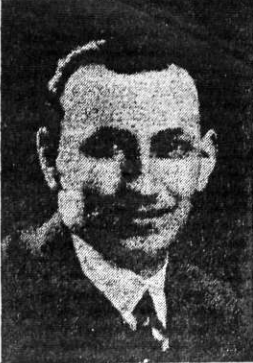
Francisco López Sanz, director d' El Pensamiento Navarro entre 1933 i 1966.

Inicialment el carlisme va ser favorable al procés autonòmic que promovia el Partit Nacionalista Basc des de la caiguda de la monarquia alfonsina. No obstant això, quan les Corts republicanes van rebutjar el projecte de l'Estatut d'Estella, va ser incapaç d'adoptar una posició homogènia en relació al nou «Estatut de les Gestores». Des de les pàgines de El Pensamiento Navarro destacats antics jaumistes es van posicionar al seu favor mentre que uns altres tradicionalistes es van posicionar en contra. Per exemple, al maig de 1932 Joaquín Beunza declarava a El Pensament Navarrès que «el tradicionalista que vota a l'Estatut respon millor a l'esperit del gloriós partit tradicionalista que el que deixa de votar-lo», mentre que el comte de Rodezno deia també en el periòdic el 17 de juny que l'estatut no li agradava per respondre a la «concepció nacionalista euzkadiana, amb tots els seus perills secessionistes».
Durant el període de la Segona República Espanyola, El Pensamiento Navarro se'n va enfrontar obertament, per la qual cosa va ser suspès de nou després de l'intent de cop d'estat del general José Sanjurjo en 1932, en aquest cas amb el també carlista (però anteriorment integrista) La Tradición Navarra i l'alfonsí Diario de Navarra.
L'abril del 1935, el nou director del periòdic, Francisco López Sanz, descrivia des de les columnes d' El Siglo Futuro la labor d' El Pensamiento Navarro al llarg de la seva història, destacant les seves abundants campanyes i la seva tenacitat en la defensa dels ideals tradicionalistes:
| « | Campanyes? Moltes i vàries. Qui les pot enumerar ara? Un periòdic de lluita, d'oposició sempre, defensor entusiasta dels principis religiosos i monàrquics antirevolucionaris, amb els desficacis que s'han comès a Espanya amb un règim i amb un altre, al cap de trenta-vuit anys, quantes campanyes no haurà realitzat contra la demagògia encoratjada per Moret, i per Canalejas, i per Romanones, etc.; contra el socialisme productor d'utopies i explotador de l'obrer amb unes doctrines, no de redempció, sinó d'esclavitud, i contra el separatisme antipatriòtic, anticatalà, antivasco i antinavarro, demagògia, socialisme i separatisme, que desgraciadament tant s'han deixat sentir a Espanya en aquests anys republicans? Pot dir-se que el programa llançat en el primer número s'ha defensat amb honradesa i perseverança, i que si el liberalisme, el marxisme, la demagògia i el separatisme han estat combatuts constantment, el mateix tracte han tingut el «malminorismo», el adhesionismo i totes aquestes tàctica fracassades, producte més de l'egoisme que de la bona fe, tàctica que, malgrat el seu descrèdit, encara ens les volen fer empassar avui amb tota la repugnància que produeixen. Com a periòdic de combat, i de combat pels immortals i salvadors ideals tradicionalistes, ha sofert tota classe de persecucions, suspensions, multes, processos, i els seus directors han passat per la presó i s'han assegut en la banqueta més d'una vegada. | » |

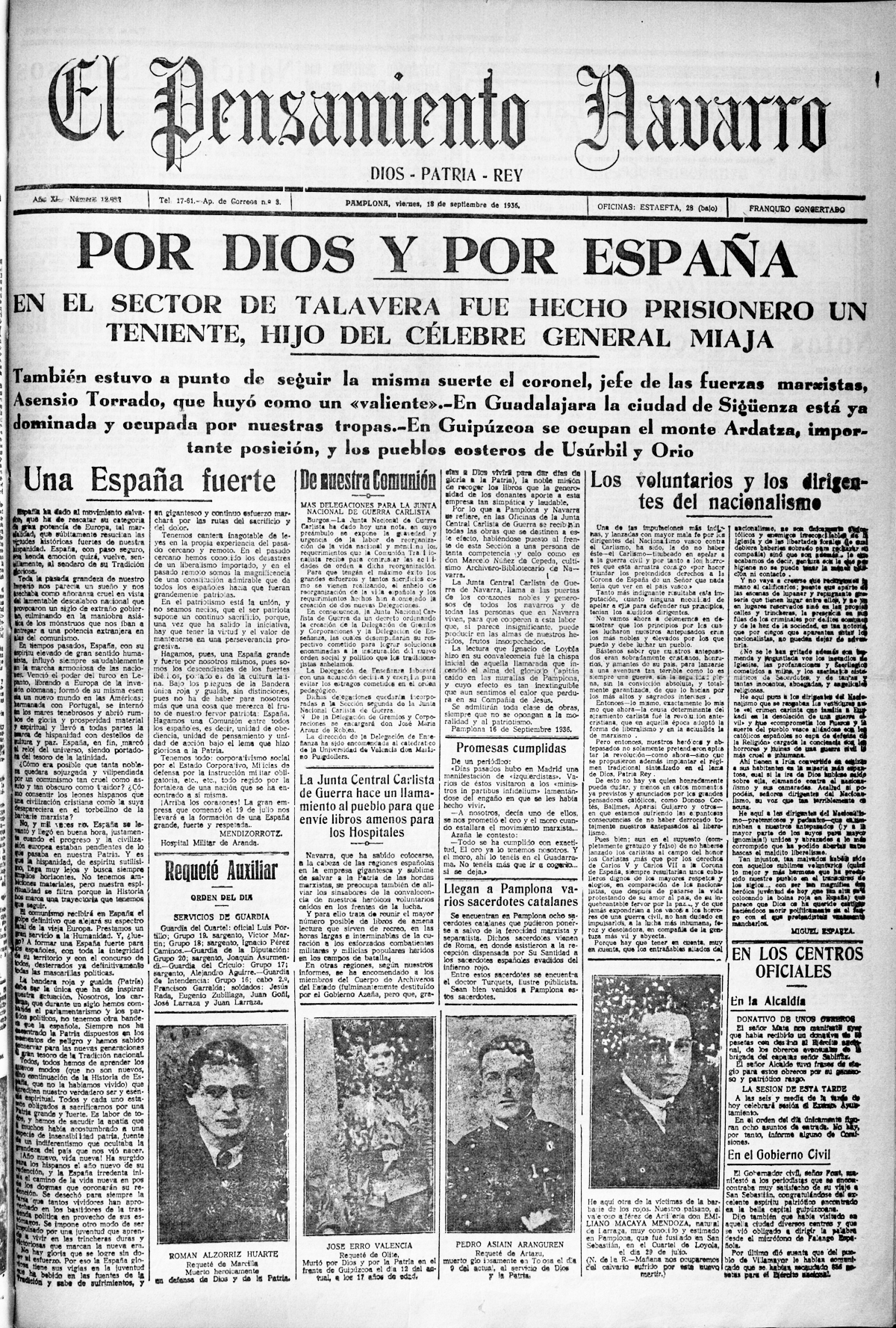
Portada d' El Pensamiento Navarro del 18 de setembre de 1936.

En 1936 es va adherir a la revolta militar íntimament lligat als requetés navarresos, força paramilitar essencial a Navarra perquè el cop d'estat en aquest territori fos un èxit. Durant la guerra van requisar material de La Noticia de Sant Sebastià i El Liberal de Bilbao.
El periòdic va aconseguir eludir la seva desaparició quan es va realitzar el Decret d'Unificació del 19 d'abril de 1937, en què totes les propietats de Falange Española de las JONS i de la Comunió Tradicionalista i dels seus diferents organismes van passar a constituir el patrimoni del partit únic. Els carlistes van perdre tota la seva premsa amb excepció d'aquest, ja que van crear l'Editorial Navarra SA, que seria l'editora del periòdic. Les accions es van repartir en paquets a nom de diverses persones de relleu carlista. Aquest estratagema va lliurar al periòdic de passar a engrossir la cadena de Prensa del Movimiento (encara que sí que va estar subjecte al règim de censura que imperava en tota la premsa espanyola), convertint-se en l'òrgan oficiós de la Comunió Tradicionalista.
Durant la Segona Guerra Mundial es va mantenir neutral, encara que en 1941 es va manifestar favorable al bàndol del Tercer Reich en la campanya de Rússia.
Durant l'època franquista va mantenir una permanent afinitat amb la Junta Regional de la Comunió Tradicionalista a Navarra, encara que mai deixaria d'estar condicionat per la censura del règim.
Amb motiu de l'acte de Estorial, celebrat el 20 de desembre de 1957, en el qual diverses personalitats tradicionalistes van reconèixer com a rei d'Espanya a Joan de Borbó i Battenberg, va haver-hi algunes tensions dins del Consell d'Administració, ja que varis dels seus membres van participar en aquest acte, així com amb la Junta Regional. Però en aquesta ocasió es van superar sense especial conflicte.
En una entrevista concedida al diari barceloní La Vanguardia, López Sanz afirmaria en 1960 que la seva intenció com a director de El Pensamiento Navarro era poder defensar l'ideari carlista «espanyol i tradicional» de sempre, el que «sentien els requetés quan l'Alçament, l'any 1936». D'acord amb López Sanz, la pervivència del periòdic no es devia a apetències de govern, que segons ell no tenien, sinó a la convicció que les idees carlistes eren una solució política per a Espanya.
Quan quatre dels sis membres del Consell d'Administració del periòdic van mostrar la seva adhesió a Don Joan, López Sanz va dimitir com a director del periòdic.

### Etapa de Javier María Pascual (1966-1970)
En 1966, a proposta dels propietaris legals, que integraven el Consell d'Administració, Javier María Pascual es convertiria en director del diari. Els criteris del nou director, segons confessió personal, eren «defensar la Causa Carlista, difondre les tesis del Concili Vaticà II, els Furs i la qüestió social». En un temps de profunds canvis, Javier María Pascual connectaria amb els nous corrents emergents tant a l'Església Catòlica com en la Comunió Tradicionalista, la qual cosa es traduiria en una orientació editorial cada vegada més progressista.
Pascual col·laboraria amb l'acabada de crear Secretaria general de la Comunió Tradicionalista, formada per la camarilla del príncep Carles Hug, que tractava d'apartar al cap delegat, José María Valiente, i buscava la forma de dirigir políticament El Pensamiento Navarro mitjançant un consell delegat que representés a la jerarquia carlista. Així, quan van dimitir del Consell d'administració del periòdic els joanistes Gaitán de Ayala, Agut i Echániz, el nou secretari general de la Comunió, José María Zavala, va mantenir una entrevista amb Pascual, qui el va informar de la situació. Ignacio Baleztena va indicar que fossin els mateixos cessants els qui proposessin nous consellers, però Pascual ho va impedir. La Secretaria general va proposar com a nous consellers a Miguel de San Cristóbal (com a cap regional de Navarra), Luis Martínez Erro i un tercer no navarrès.
Durant aquesta etapa, el periodista català Josep Carles Clemente i Balaguer, que emprava el pseudònim de «Novais», seria un dels redactors del diari. El tradicionalista Roberto Gonzalo Bayod, president de la junta directiva del setmanari ¿Qué pasa?, que també havia estat col·laborador d' El Pensamiento Navarro, afirmaria llavors que el diari s'estava desviant de la doctrina tradicionalista, en confondre el caràcter social del carlisme amb el socialisme, i que s'estaven publicant opinions anticarlistas sense criticar-les, alertant que el carlisme estaria condemnat a desaparèixer si el príncep Carles Hug era com ho presentava el periodista Clemente. Segons Bayod, aquesta nova línia del periòdic, «obstinat en la seva tasca desorientadora en matèria tradicional des que va aconseguir desplaçar a López Sanz», es devia al secretari general, José María Zavala, i al secretari de Carles Hug, Ramón Massó, als quals va qualificar com els últims «Marotos» (en referència a la seva traïció al carlisme).
En carta a José María Valiente en 1967, Amparo Munilla, Cap Nacional de les Margarides i carlista compromesa, acusaria així mateix la Secretaria d'estar contacte amb l'oposició al règim, així com d'obrir i interceptar la correspondència de Don Javier, i denunciava la nova postura de El Pensamiento Navarro, afirmant:
| « | [El Pensament Navarrès] era un periòdic de tots, que s'havia fet amb diners de quotes. Quan la unificació, per a evitar que caigués en mans de Falange, es va fingir que era propietat d'uns particulars; pel que es van fer cert nombre d'accions que es van repartir (sense que hi hagués cap pagament) entre els carlistes més solvents. Després va venir l'escissió dels d'Estoril i va donar la casualitat que la majoria de les accions estaven en mans dels que es van separar i que com diuen que són carlistes, però de la dinastia de don Joan, no les han retornat, ni les pensen retornar. Són per exemple, Arellano, Rubio, Ruiz, etc. Els Baleztena, que són nostres alguns d'ells, no tots, a més de ser molt personalistes, estan en minoria. Javier María Pascual el director, està format a El Alcázar i té estretíssima amistat amb Massó. Clar que ells, en el que no té importància, tenen una línia carlista, però quan arriba una qüestió vital per a la dinastia els fallen totalment. | » |

Referent a això, Munilla recordava la propaganda que van fer de l'article progressista de Carles Hug, el despatx que van posar a Massó en la direcció, l'oposició a publicar la nota de don Javier quan el referèndum i l'actitud d'acollir i donar suport als cinc dissidents, que l'atacarien a ella feroçment per haver-los desemmascarat, concloent:
| « | Si hi hagués un moment perillós, per exemple una saguntada, aquest periòdic es llevaria la careta i es passaria a don Joan, és un cavall de Troia dels carlistes, que dissimula per no perdre lectors. | » |

Després de l'expulsió d'Espanya de la família Borbó-Parma, El Pensamiento Navarro sofriria diverses multes i segrestos governamentals. Per exemple, el 7 de maig de 1968 seria segrestada la seva edició, igual que la de Diario de Navarra, per reproduir el discurs d'Auxilio Goñi en els actes de Montejurra. Però la repressió franquista també va tenir altres expressions. Així, l'únic confinament que es va dictar sota l'Estat d'Excepció de gener de 1969 va ser el de Javier María Pascual. Va romandre en Riaza (Segòvia) el temps que va durar la situació d'excepcionalitat, allunyat de família i treball.
El 26 d'abril de 1970 Javier María Pascual va ser l'únic director, dels tres periòdics navarresos del moment, que publicaria el document dels Moviments Obrers d'Acció Catòlica, la qual cosa acabaria motivant el seu acomiadament. L'endemà el Consell d'Administració del periòdic remetia una carta a Pascual, exigint-li que rectifiqués el rumb que estava donant a la línia editorial i manifestant que:
| « | El Consell vol que el periòdic tingui un to més optimista i constructiu, i no el to depressiu i destructiu que té actualment, i on es fomenti la doctrina realment tradicionalista, i no idees que facin pensar que el periòdic és de tendència socialista, cosa que mai ha estat ni ho serà. | » |

Davant aquesta situació, l'arquebisbe de Pamplona, Arturo Tabera, se solidaritzaria amb Javier María Pascual i el felicitaria pel seu compromís amb els Moviments Obrers d'Acció Catòlica. A causa de la persistència de Pascual, el 23 de juliol de 1970, tots els integrants del Consell d'Administració a excepció de Luis Martínez Erro, contraris a la dinàmica progressista que desenvolupaven els sectors carlistes més vinculats a la secretaria de Carles Hug, van decidir cessar com a director a Javier María Pascual, sota l'acusació de «comunista». En aquest cessament no es va tenir en compte a la Junta Regional de la Comunió Tradicionalista a Navarra (que poc després canviaria el seu nom per Partit Carlista).

### Ruptura amb Carles Hug
Llavors es va produir una situació bastant conflictiva, ja que la Junta Regional de Navarra va exigir sense èxit que els integrants del Consell d'Administració posessin les accions a disposició seva (únicament ho va fer Martínez Erro). Poc més tard, Miguel de San Cristobal (cap regional carlista de Navarra des de 1967) va manifestar públicament que els membres de la família Baleztena presents en el Consell «per la seva pròpia voluntat reflectida en la seva indisciplina, han deixat de pertànyer a la gloriosa Comunió Tradicionalista», i, segons María Teresa de Borbó i Parma, el seu pare, Don Javier, ratificaria aquestes expulsions. En aquells dies la crisi del diari era analitzada per la revista carlista progressista Montejurra, en els següents termes:
| « | «Per al Consell d'Administració, les conseqüències són immediates i directes, en quedar tots els seus membres, excepte el senyor Martínez Erro, fora de la disciplina del carlisme. És a dir; queden sense justificació moral per a continuar com a propietaris de l'empresa editora. El malestar de l'opinió pública amb els recents esdeveniments, es va manifestar exteriorment el dia 1, dissabte, Aproximadament a les 11.30 de la nit, nombrosos grups que sumaven al voltant de dues-centes persones, van tractar de penetrar en El Pensamiento Navarro, que es trobava custodiat per forces de la policia armada. Solament ho van aconseguir prop de vint persones, que es van dirigir de forma verbal al senyor Indave, director accidental. Expulsats per la policia, es van dirigir tots els manifestants a la plaça del Castell per a demostrar la seva protesta davant la casa dels senyors Baleztena, d'on van ser dispersats de nou per la policia. D'altra banda, econòmicament l'empresa editora comença a tenir problemes de difícil solució. El nombre de baixes de subscriptors, que va començar espontàniament, s'ha vist incrementat després de la recomanació en aquest sentit feta per la Junta Regional, La campanya de boicot al periòdic s'ha estès també als anuncis i treballs de fotogravat. Igualment han abandonat la seva col·laboració nombrosos corresponsals. Tot això ha agreujat la situació en la qual es trobaven els treballadors i empleats del periòdic i el seu futur professional. Pendent encara la resolució d'un conveni col·lectiu, retardat des d'abril, s'han dirigit en carta signada per tot el personal al Consell d'Administració, manifestant el seu malestar pels fets que es venen succeint i la incerta situació laboral al fet que es veuen abocats». | » |

En aquest context, el 23 d'agost de 1970 la impremta del periòdic va sofrir un atemptat amb bomba, col·locada, pel que sembla, per una organització marginal autodenominada «Grups d'Acció Carlista», com a represàlia davant el que consideraven que era un robatori al poble carlista, si bé en 2006 el grup armat ETA s'atribuiria l'atemptat com a propi.
El règim franquista, davant el canvi produït en la línia editorial, modificaria radicalment la seva actitud amb El Pensamiento Navarro, passant de la repressió a la col·laboració. Per primera vegada en la seva història el diari rebria subvencions públiques. Davant l'atemptat en la impremta, Alejandro Fernández Sordo, director general de Premsa, va anunciar immediatament el suport del Govern al Consell d'Administració. Així El Pensamiento Navarro va poder continuar publicant-se en poder comptar amb la maquinària del diari falangista pamplonés Arriba España, òrgan del «Movimiento» a Navarra.

### Etapa final (1970-1981)

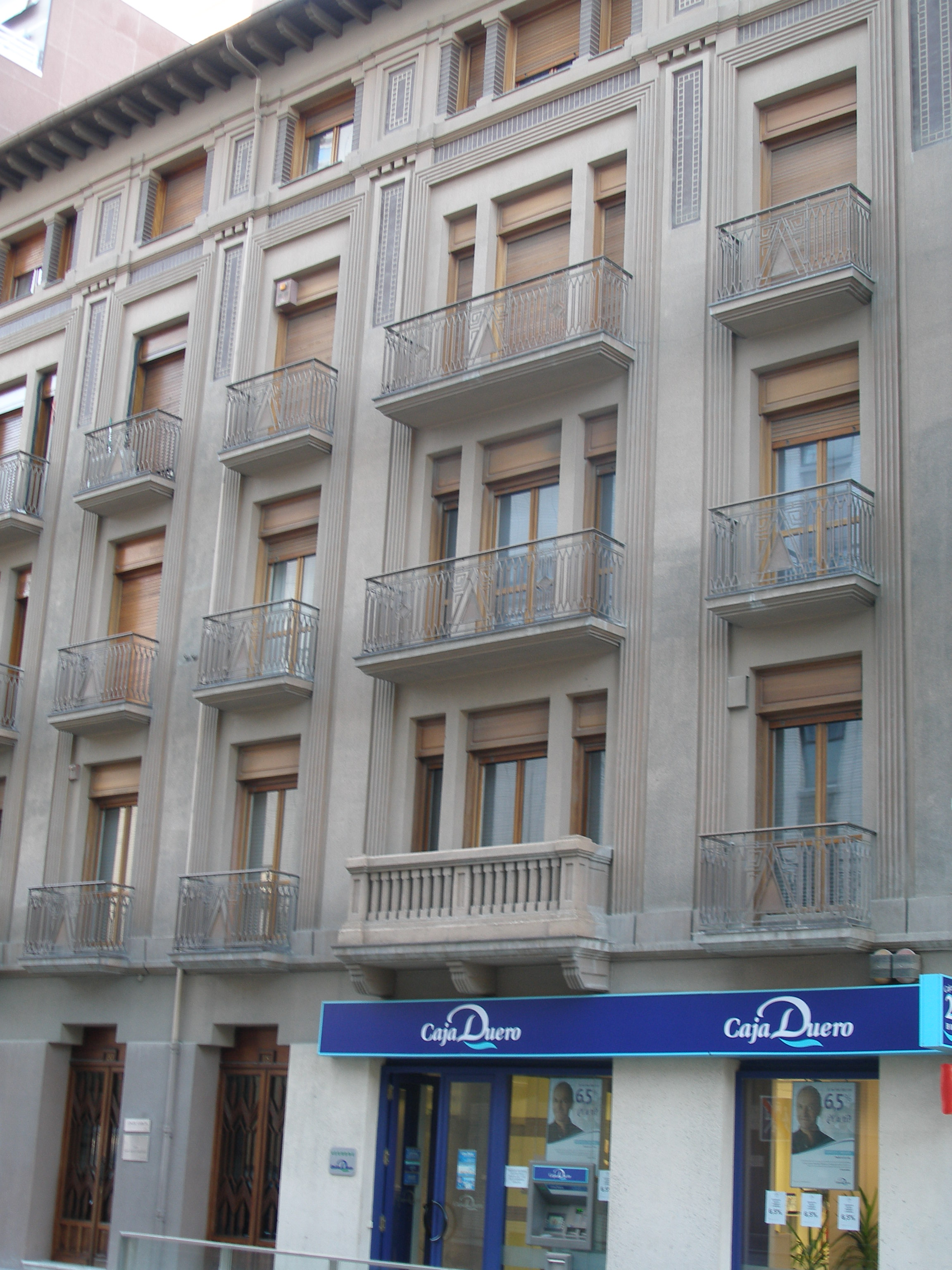
Edifici de Pamplona al carrer Leyre on van estar ubicades les rotatives d' El Pensamiento Navarro els seus darrers anys.

Durant la transició espanyola El Pensamiento Navarro desenvoluparia una orientació tradicionalista i navarrista, ja que a partir del canvi de director en 1970, segons l'historiador Josep Carles Clemente (militant del Partit Carlista, i «conseller de Carlos Hugo» segons Ricardo de la Cierva), «l'equip doctrinal del periòdic va ser ocupat íntegrament per membres del camp de l'integrisme, assidus col·laboradors del setmanari ¿Qué pasa? i dels grups ultradretans denominats Guerrillers de Crist Rei». La nova orientació editorial implicaria l'oposició a la democràcia liberal i la defensa de règims autoritaris com la dictadura salazarista a Portugal.
El Pensamiento Navarro va ser totalment hostil tant al procés de democratització com a la integració de Navarra en una comunitat comuna amb Àlaba, Guipúscoa i Biscaia, defensant la singularitat de Navarra. Diversos dels seus propietaris legals van reconèixer a Juan Carles de Borbó com a Rei tradicionalista d'Espanya. Durant l'any de 1976 el diari va donar suport a la Comunió Tradicionalista reconstituïda sota el lideratge de Sixt de Borbói fins i tot participaria activament en la campanya que cridava a reconquerir Montejurra per al carlisme tradicionalista i destruir al nou Partit Carlista socialista, que va acabar amb la mort de dos seguidors de Carles Hug de Borbó i Parma en estranyes circumstàncies.
En 1978 el diari va fer campanya pel No a la Constitució Espanyola a causa del seu caràcter aconfessional i a l'absència de furs per a Navarra, publicant el reclam «Navarra digna diu no a la Constitució».
El periòdic va denunciar també els freqüents atemptats del grup armat ETA. En una carta dirigida a José Javier Uranga, director del Diario de Navarra, després de l'atemptat sofert per aquest en 1980, el director d' El Pensamiento Navarro Enrique Sanz Martín escrivia: «[els etarres] ens mataran, però no ens fan por ni ens silenciaran».
D'una banda, els enfrontaments entre carlistes, i per un altre, la dura competència amb el conservador Diario de Navarra i la incapacitat d'adaptar-se als nous temps informatius, portarien a la seva desaparició el 13 de gener de 1981. En l'últim número que veuria la llum, el periòdic publicava en portada un article sota la rúbrica ¡VOLVERÉ...! con mis principios, si España es salvable (Carles VII), signat per Jesús Evaristo Casariego en el que denunciava el context ««demoliberal, amb consens marxistoide i separatista» i destacava la trajectòria del periòdic:
| « | Denunciar i combatre l'error i assenyalar la veritat és missió nobilísima, clarivident, salvadora, pròpia d'esperits dignes i íntegres. Tal va ser la visió de El Pensamiento Navarro, que arriba a aquesta hora amb l'orgull, la satisfacció i l'alegria del deure compliment. | » |

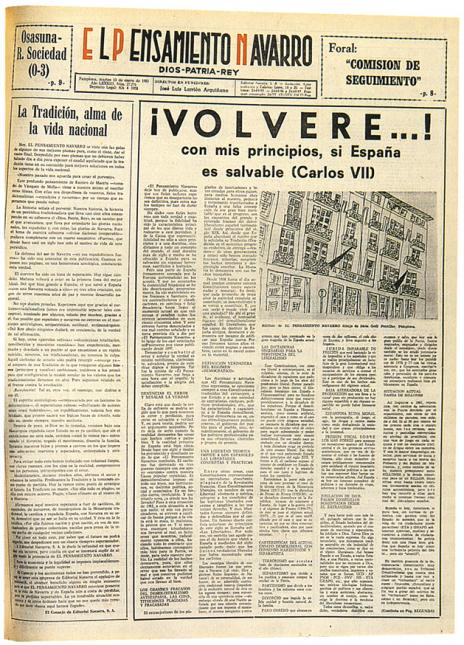
Portada de l'últim exemplar d' El Pensamiento Navarro

Per part seva, el consell d'administració d' Editorial Navarra S.A. escrivia en un article també en portada titulat La tradición, alma de la vida nacional:
| « | No ens dolen peces. Repetim aquí que gràcies al carlisme tradicionalista (abans era impossible separar tals conceptes), ironitzat per alguns, odiat per molts, gràcies a ell, va ser possible que espanyols i navarresos no caiguessin en el marxisme antireligiós, antipatriòtic i antiforal, antimonàrquic. (...) Si avui uns altres 'gárrulos sofistes' —demòcrates totalitaris, neoliberals i marxistes, reunits— han empobrit, minvat i desolat a un poble al qual encaminen a un ràpid suïcidi, nosaltres, els tradicionalistes, no tenim la culpa. | » |

El periòdic recordava així mateix que el seu motiu de vida havia estat el lema «Déu, Pàtria, Rei, que pogués completar-se amb un quart substantiu, Furs» i indicava que «la defensa de l'ésser de Navarra —en els seus espanyolíssims furs— ha estat una constant d'aquesta publicació». Amb la intenció de continuar la senda doctrinal marcada per El Pensamiento Navarro en l'àmbit religiós, va néixer en 1982 el setmanari catòlic navarrès Siempre P'alante, que es continua publicant en l'actualitat, sent un dels màxims defensors de la Unitat Catòlica d'Espanya.

## Directors
- Eustaquio de Echave-Sustaeta (1897-1917)
- Jesús Etayo Zalduendo (1917-1920)
- Miguel Esparza (1920-1930)
- Francisco Marquínez (1930-1933)
- Francisco López Sanz (1933-1966)
- Javier María Pascual (1966- 1970)
- José Javier Echave-Sustaeta (1970-1971)
- Juan Indave Nuin (1971-1979)
- Enrique Sanz Martín (1979-1980)
- José Luis Larrión Arguiñano (1980).